# Peter Gadiot
Peter Gadiot, född 2 januari 1985 i Mexico City, är en mexikansk-brittisk skådespelare.
Gadiot har bland annat medverkat i TV-serierna Yellowjackets, Queen of the South och One Piece.

## Filmografi (i urval)
- 2016–2021 – Queen of the South (TV-serie)
- 2021–2022 – Yellowjackets (TV-serie)
- 2023 – Silo (TV-serie)
- 2023 – One Piece (TV-serie)